# 宋曹宅
宋曹宅，位于江苏省盐城市亭湖区儒学街4号，是明末清初书画家宋曹的旧居。宋曹宅是中华人民共和国江苏省文物保护单位之一。
1995年4月19日，授予江苏省文物保护单位，是一座古建筑及历史纪念建筑物。